# Amanda Gutierres
Amanda Gutierres dos Santos (Santa Cruz de Monte Castelo, 18 de março de 2001) é uma futebolista brasileira que atua como atacante. Atualmente joga pelo Palmeiras.

## Carreira
Gutierres nasceu em Santa Cruz de Monte Castelo, Paraná, e mudou-se para o estado de São Paulo para iniciar a carreira em 2016. Depois de estrear no Clube Escola Vila Guarani, foi artilheira do Campeonato Paulista de Futebol Feminino sub-17 pelo União Suzano antes de estrear na categoria sênior pelo Embu das Artes em 2018.
Em 2018, após breve passagem pelo Foz Cataratas, Gutierres transferiu-se para o Santos. Inicialmente designada para o time sub-18, ela estreou na equipe principal no ano seguinte.
No dia 20 de dezembro de 2021, Gutierres optou por deixar o Santos após não renovar o contrato. No dia 11 de janeiro seguinte, ela foi anunciada no clube francês Bordeaux.

### Palmeiras
Em 30 de dezembro de 2022, acerta sua ida ao Palmeiras.
Em 20 de novembro de 2024, Amanda marca na final do Campeonato Paulista de 2024 contra o Corinthians, em final vencida pelo clube alviverde nos pênaltis. Ela terminou como artilheira da competição, com 8 gols.

## Títulos
Santos
- Copa Paulista: 2020

Palmeiras
- Campeonato Paulista: 2024

## Prêmios individuais
- Bola de Prata - Artilheira: 2023, 2024
- Bola de Prata - Melhor Atacante 2024

## Artilharias
- Campeonato Brasileiro de 2023 (13 gols)
- Campeonato Paulista de 2024 (8 gols)